# Darlevis Mosquera
Darlevis Mosquera, född 23 juni 2000 är en volleybollspelare (center).
Mosquera spelar med Colombias landslag och har med dem tagit silver vid sydamerikanska mästerskapet 2019 och 2021 och deltagit vid VM 2022. Hon har spelat med klubbar i Colombia, Portugal, Spanien och Frankrike.